# Laos (miasto)
Laos (gr. Λᾶος) – kolonia Sybaris, położona w Italii, na południe od Pyksus.
Została założona w VII wieku p.n.e. Po zniszczeniu Sybaris uciekinierzy stamtąd znaleźli w Laos schronienie. Około 450 roku p.n.e. Lukanowie podbili Laos, próba odbicia go z ich rąk, podjęta z pomocą Syrakuz, zakończyła się niepowodzeniem. Ostatecznie miasto zostało opuszczone podczas II wojny punickiej. Na miejscu starożytnego Laos leży miejscowość Scalea.